# Chrysopa virgestes
Chrysopa virgestes är en insektsart som beskrevs av Banks 1911. Chrysopa virgestes ingår i släktet Chrysopa och familjen guldögonsländor. Inga underarter finns listade i Catalogue of Life.